# نظامی (گوی‌گول)
نظامی (به لاتین: Nizami، از ۱۹۶۶ تا ۲۰۰۳ گنجه Gəncə) یک منطقه مسکونی در جمهوری آذربایجان است که در شهرستان گوی‌گول واقع شده است.